# Fred Scolari
Pour les articles homonymes, voir Scolari.
Fred J. Scolari (né le 1er mars 1922 à San Francisco, Californie ; décédé le 17 octobre 2002 à San Ramon, Californie) était un ancien joueur professionnel de basket-ball. Il jouait au poste de meneur de jeu.
Bien qu'il soit aveugle d'un œil, et souvent en surpoids, Scolari était un très bon joueur de basket-ball au lycée Galileo et à l'université de San Francisco. En 1946, il rejoint les Capitols de Washington en Basketball Association of America, réalisant une carrière de neuf années (de 1946 à 1955) avec les Capitols, les Nationals de Syracuse, les Bullets de Baltimore, les Pistons de Fort Wayne et les Celtics de Boston.  Scolari était connu pour son tir peu orthodoxe. Il était aussi un bon défenseur, et reçut des « All-BAA honors » en 1947 et 1948.
À l'issue de sa carrière de joueur, Scolari devint un agent d'assurance. En 1998, il fut intronisé au Bay Area Sports Hall of Fame.